# Ratpenat de ventoses de Peters
El ratpenat de ventoses de Peters (Thyroptera discifera) és una espècie de ratpenat de la família dels tiroptèrids que es troba a Sud-amèrica i a Centreamèrica (Veneçuela, Nicaragua, Panamà, Colòmbia, la Guaiana Francesa, Guaiana, Surinam, el Brasil, el Perú i Bolívia).

## Descripció
- És relativament petit i de color marronós.
- Fa 34-52 mm de llargària entre el cap i el cos, i la cua hi afegeix altres 24-33 mm.
- Pesa entre 3 i 5 g.
- Les orelles externes són groguenques[3]

## Subespècies
- Thyroptera discifera discifera
- Thyroptera discifera abdita